# Omessa
Omessa (en cors Omessa) és un municipi francès, situat a la regió de Còrsega, al departament d'Alta Còrsega. L'any 1999 tenia 537 habitants.

## Demografia
| 1962 | 1968 | 1975 | 1982 | 1990 | 1999 |
| ---- | ---- | ---- | ---- | ---- | ---- |
| 578  | 634  | 634  | 509  | 517  | 537  |

## Administració
| Període   | Identitat       | Partit | Qualitat |  |
| --------- | --------------- | ------ | -------- |  |
| 2001-2008 | Pierre Castelli |        |          |  |